# إيمانويل روبلز
إيمانويل روبلز (بالفرنسية: Emmanuel Roblès)‏ ولد في 4 مايو 1914 بوهران وتوفى في 22 فبراير 1995 ببولون-بيانكور (فرنسا)، وهو كاتب فرنسي.

## حياته
ولد روبليس في وهران بـالجزائر لعائلة تنتمي إلى الطبقة العاملة من أصل إسباني. تعرف على الكاتب الكبير ألبير كامو، ونمت بينهما جذور صداقة قوية، وله نحو أربعين مؤلفا بين رواية ومسرحية وشعر، ونال كتابه «مرتفعات المدينة» جائزة فيمينا الأدبية عام 1948م / ومن أبرز مؤلفاته: «مونسيرات» - «السكاكين» - «هذا يسمى فجرا» - «الحقيقة ماتت» - «الدفاع عن التمرد» - «صعود النهر».

## روابط خارجية
- إيمانويل روبلز على موقع IMDb (الإنجليزية)
- إيمانويل روبلز على موقع الموسوعة البريطانية (الإنجليزية)
- إيمانويل روبلز على موقع قاعدة بيانات برودواي على الإنترنت (الإنجليزية)
- إيمانويل روبلز على موقع قاعدة بيانات الفيلم (الإنجليزية)